# Thống chế Nga

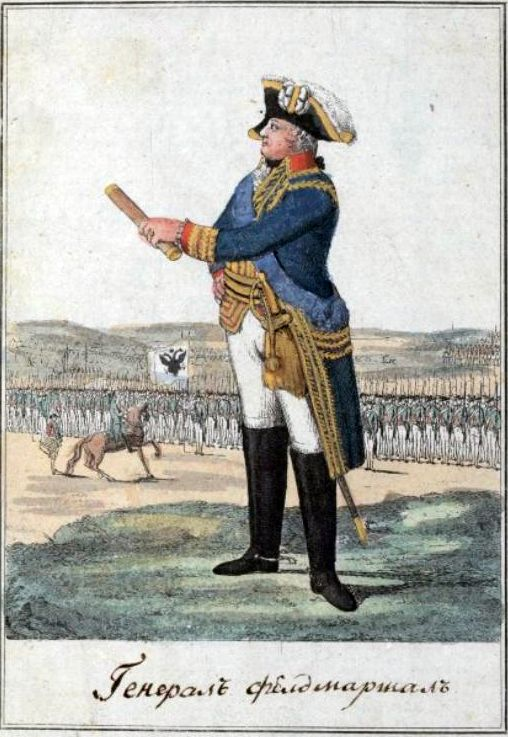
Quân phục Thống chế Nga (1793)

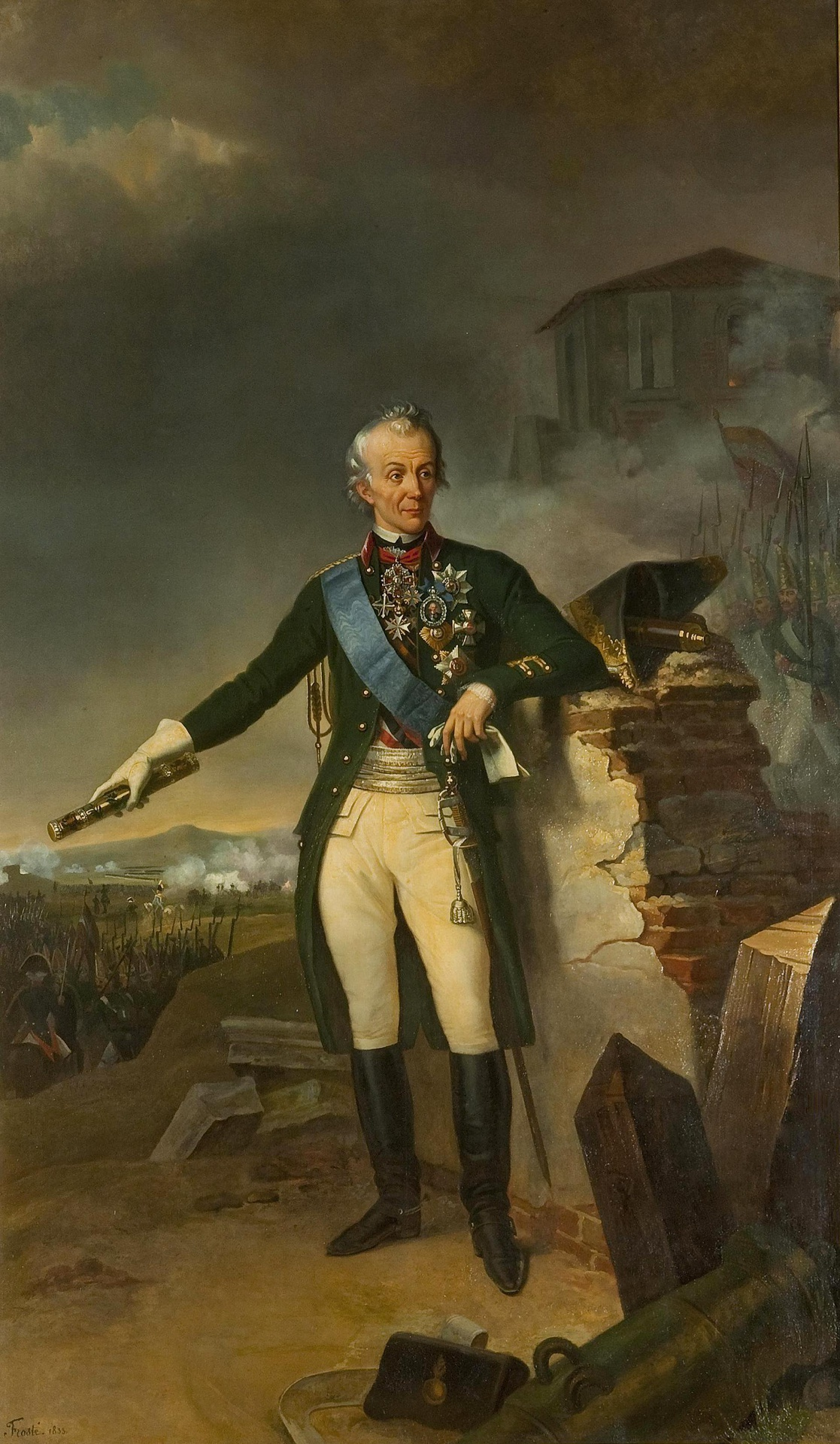
Thống chế A.B. Suvorov.

Thống chế (tiếng Nga: генерал-фельдмаршал, đôi khi được dịch là Nguyên soái) là cấp bậc quân sự cao nhất trong quân đội Nga từ đầu thế kỷ XVII - XVIII cho đến năm 1917.
Theo Bảng xếp hạng (Табель о рангах), cấp bậc Thống chế được xếp là cấp bậc quân sự hạng I, ngang với cấp bậc Đô đốc trong hạm đội, Thủ tướng và Cố vấn cơ mật hạng I trong bảng phân bậc công vụ.

## Lịch sử
Cấp bậc Thống chế được giới thiệu lần đầu tiên bởi Pyotr I. Người đầu tiên nhận được cấp bậc này vào ngày 19 tháng 4 năm 1700 là Bá tước F.A. Golovin, một cộng sự thân cận nhất của Nga hoàng.
Dưới thời Pyotr Đại đế, thường xuyên có hai thống chế hiện dịch trong quân đội Nga. Ban đầu có F.A. Golovin và de Croÿ; sau đó là F.A. Golovin và B.P. Sheremetev; tiếp theo B.P. Sheremetev và A.D. Menshikov; cuối cùng là A.D. Menshikov và A.I. Repnin..
Cũng dưới thời Pyotr I, còn có cấp bậc Chuẩn thống chế (генерал-фельдмаршал-лейтенант, còn dịch là Phó thống chế). Cấp bậc này được xếp cao hơn cấp Đại tướng và chỉ trao cho hai người nước ngoài được chấp nhận phục vụ tại Nga là von Ogilvy và von der Goltz. Cả hai đều là người Đức.
Có bốn thống chế dưới triều đại của Yekaterina I là A.D. Menshikov, A.I. Repnin, M.M. Golitsyn và J.K. Sapieha. Sau khi Repnin chết, vị trí của Repnin được Y.V. Brius thay thế.
Triều đại Pyotr II có 3 thống chế hiện dịch là M.M. Golitsyn đã thêm V.V. Dolgorukov và I.Y. Trubetskoy.
Thời Nữ hoàng Anna chỉ có 2 thống chế quân đội Nga. Cả hai đều là người nước ngoài: von Münnich (người Đức) và de Lása (người Ireland).
Thời Nữ hoàng Yelizaveta, cấp bậc Thống chế được trao cho 3 người (trừ hoàng thân Trubetskoy giữ cấp bậc chung thân): Hoàng thân Dolgorukov (tái ngũ), de Lása và hoàng tử (Đức) von Hessen-Homburg.
Khi Chiến tranh Bảy Năm (1756) nổ ra, trong quân đội Nga không có một thống chế hiện dịch nào. Tuy nhiên, đến ngày 5 tháng 9 năm 1756, Nữ hoàng Elizaveta cùng lúc đã phong cho 4 người lên cấp bậc Thống chế. Đó là S.F. Apraksin, N.Y. Trubetskoy, A.B. Buturlin và A.G. Razumovsky.
Vào Thế kỷ 18, cấp bậc Thống chế còn được trao cho các quan chức dân sự cao cấp như N.Y. Trubetskoy, A.I. Shuvalov, A.P. Bestuzhev-Ryumin, K.G. Razumovsky. Ngoài ra, cấp bậc này còn được dùng để trao cho dưới dạng một cấp  bậc danh dự cho các nhà lãnh đạo quân sự nước ngoài không phục vụ trong quân đội Nga, như Thống chế Anh Công tước xứ Wellington, Thống chế Áo Johann Joseph Radetzky và Thống chế Phổ Helmuth von Moltke, cũng như một vài vị vua và gia đình họ.
Trong các thời Nga hoàng, chỉ dưới thời Ivan IV và Aleksandr III là không có thống chế hiện dịch nào được phong. Theo một số tài liệu, bản thân Aleksandr II thỉnh thoảng vẫn mang cấp hiệu Thống chế dù không có một sắc lệnh chính thức nào để tự phong một cấp bậc như vậy cho chính mình.
Đầu thế kỷ XX, cấp bậc này không còn được trao cho các nhà lãnh đạo quân sự Nga. Nó chỉ được trao cho các quốc vương nước ngoài làm cấp bậc danh dự. Vào thời điểm Bảng xếp hạng bị hủy bỏ vào năm 1917, chỉ có một thống chế người Nga - Nikola I Petrovich (Nicholas I, vua của Montenegro). Thống chế cuối cùng của Nga, Dmitry Alekseyevich Milyutin, đã qua đời năm 1912.

## Danh sách

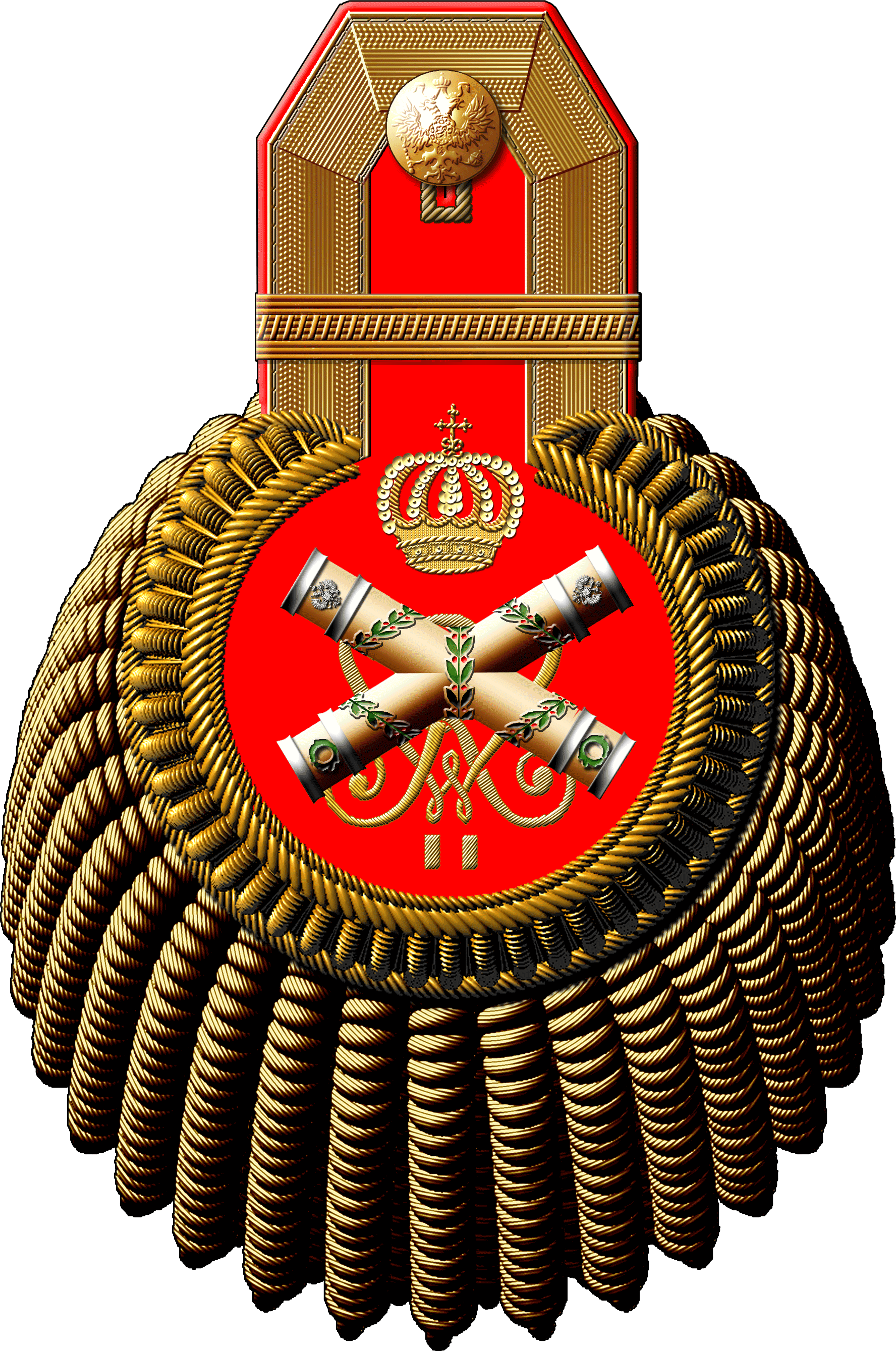
Cấp hiệu lễ phục Thống chế Nga (1904)

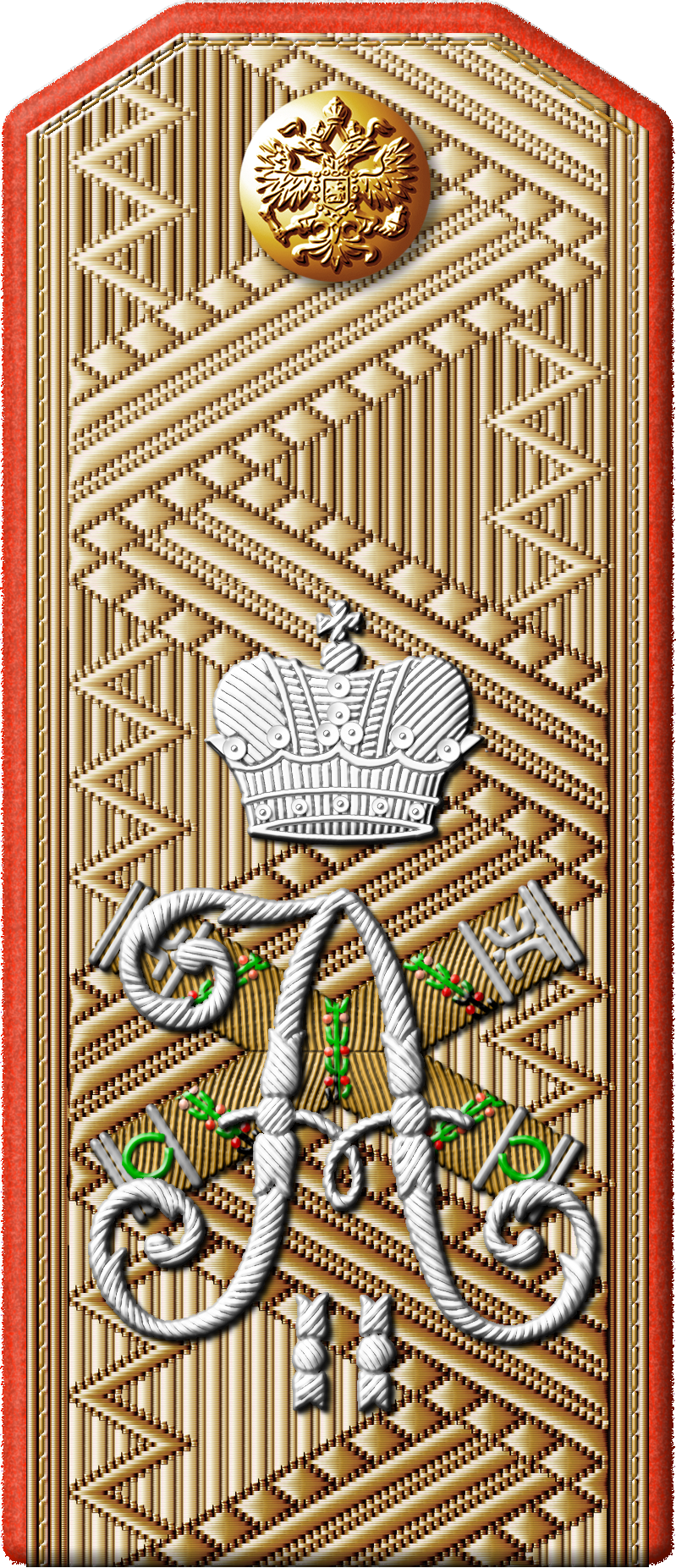
Cấp hiệu quân phục Thống chế Nga (1904)

Dưới đây là danh sách các thống chế người Nga, dù có lẽ không phải tất cả những người này đều thụ phong cấp bậc: 
1. 19 tháng 8, 1700 — Bá tước (граф) Fyodor Alekseyevich Golovin (tiếng Nga: Фёдор Алексеевич Головин; 1650—1706)
2. 1700 (?) — Công tước (герцог) Charles Eugène de Croÿ (tiếng Nga: Карл Евгений Круа, tiếng Đức: Carl Eugen de Croÿ; 1651—1702), không xác nhận đã nhận phong Thống chế Nga.
3. 30 tháng 12, 1701 — Bá tước Boris Petrovich Sheremetev (tiếng Nga: Борис Петрович Шереметев; 1652—1719)
4. 7 tháng 7, 1709 — Thân vương công (светлейший князь) Aleksandr Danilovich Menshikov (tiếng Nga: Александр Данилович Меншиков; 1673—1729), Tổng thống lĩnh (1727)
5. 7 tháng 5, 1724 — Vương công (князь) Anikita Ivanovich Repnin (tiếng Nga: Аникита Иванович Репнин; 1668—1726)
6. 21 tháng 5, 1725 — Vương công Mikhail Mikhailovich Golitsyn (tiếng Nga: Михаил Михайлович Голицын; 1675—1730)
7. 10 tháng 3, 1726 — Bá tước Jan Kazimierz Sapieha, (tiếng Nga: Ян Казимир Сапега; 1708—09), Đại Hetman của Lietuva (tiếng Litva: Lietuvos didysis etmonas)
8. 6 tháng 7, 1726 — Bá tước James Daniel Bruce (tiếng Nga: Яков Вилимович Брюс; 1670—1735)
9. 25 tháng 2, 1728 — Vương công Vasily Vladimirovich Dolgorukov (tiếng Nga: Василий Владимирович Долгоруков; 1667—1746)
10. 25 tháng 2, 1728 — Vương công Ivan Yuryevich Trubetskoy (tiếng Nga: Иван Юрьевич Трубецкой; 1667—1750)
11. 25 tháng 2, 1732 — Bá tước Burkhard Christoph von Münnich (tiếng Nga: Бурхард Кристоф Миних; 1683—1767)
12. 17 tháng 2, 1736 — Bá tước Piarais Éamonn de Lása (tiếng Nga: Пётр Петрович Ласси, tiếng Anh: Pierce Edmond de Lacy; 1678—1751)
13. 25 tháng 4, 1742 — Thế tử Ludwig Gruno von Hessen-Homburg (tiếng Nga: Людвиг Груно Гессен-Гомбургский; 1705—1745)
14. 5 tháng 9, 1756 — Vương công Nikita Yuryevich Trubetskoy (tiếng Nga: Никита Юрьевич Трубецкой; 1700—1767)
15. 5 tháng 9, 1756 — Bá tước Aleksandr Borisovich Buturlin (tiếng Nga: Александр Борисович Бутурлин; 1694—1767)
16. 5 tháng 9, 1756 — Bá tước Aleksey Grigoryevich Razumovsky tiếng Nga: Алексей Григорьевич Разумовский; 1709—1771)
17. 5 tháng 9, 1756 — Stepan Fyodorovich Apraksin (tiếng Nga: Степан Фёдорович Апраксин; 1702—1758)
18. 18 tháng 8, 1759 — Bá tước Pyotr Semyonovich Saltykov (tiếng Nga: Пётр Семёнович Салтыков; 1698—1772)
19. 28 tháng 12, 1761 — Bá tước Aleksandr Ivanovich Shuvalov (tiếng Nga: Александр Иванович Шувалов; 1710—1771)
20. 28 tháng 12, 1761 — Bá tước Pyotr Ivanovich Shuvalov (tiếng Nga: Пётр Иванович Шувалов; 1711—1762)
21. 9 tháng 1, 1762 — Vương tử Peter August von Holstein-Beck (tiếng Nga: Пётр Август Гольштейн-Бекский; 1697—1775)
22. 9 tháng 2, 1762 — Vương tử Georg Ludwig von Holstein-Gottorp (tiếng Nga: Георг Людвиг Гольштейн-Готторпский; 1719—1763)
23. 3 tháng 7, 1762 — Bá tước Aleksey Petrovich Bestuzhev-Ryumin (tiếng Nga: Алексей Петрович Бестужев-Рюмин; 1693—1766), Đại tướng quốc (tiếng Nga: государственный канцлер; 1744—1758)
24. 1764 — Bá tước Kyrylo Hryhorovych Rozumovsky (tiếng Nga: Кирилл Григорьевич Разумовский; 1728—1803), Đại thủ lĩnh quân Cossack (tiếng Ukraina: Гетьман Війська Запорозького từ 24 tháng 4 năm 1750.
25. 22 tháng 9, 1769 — Vương công Aleksandr Mikhailovich Golitsyn (tiếng Nga: Aлександр Mихайлович Голицын; 1718—1783)
26. 2 tháng 8, 1770 — Bá tước Pyotr Aleksandrovich Rumyantsev-Zadunaisky (tiếng Nga: Пётр Александрович Румянцев-Задунайский; 1725—1796)
27. 22 tháng 9, 1773 — Bá tước Zakhar Grigoryevich Chernyshev (tiếng Nga: Захар Григорьевич Чернышев; 1722—1784)
28. 2 tháng 2, 1784 — Thân vương công Grigory Aleksandrovich Potyomkin-Tavrichesky (tiếng Nga: Григорий Aлександрович Потёмкин-Таврический; 1736—1791)
29. 19 tháng 11, 1794 — Vương công Aleksandr Vasilyevich Suvorov (tiếng Nga: Александр Васильевич Суворов; 1729—1800), Tổng thống lĩnh (1799)
30. 8 tháng 11, 1796 — Thân vương công Nikolay Ivanovich Saltykov (tiếng Nga: Николай Иванович Салтыков; 1736—1816)
31. 8 tháng 11, 1796 — Vương công Nikolay Vasilyevich Repnin (tiếng Nga: Николай Васильевич Репнин; 1734—1801)
32. 12 tháng 11, 1796 — Bá tước Ivan Grigoryevich Chernyshyov (tiếng Nga: Иван Григорьевич Чернышёв; 1726—1797), Thống chế hải quân
33. 15 tháng 12, 1796 — Bá tước Ivan Petrovich Saltykov (tiếng Nga: Иван Петрович Салтыков; 1730—1805)
34. 5 tháng 4, 1797 — Bá tước Johann Martin von Elmpt (tiếng Nga: Иван Карпович Эльмпт; 1725—1802)
35. 5 tháng 4, 1797 — Bá tước Valentin Platonovich Musin-Pushkin (tiếng Nga: Валентин Платонович Мусин-Пушкин; 1735—1804)
36. 5 tháng 4, 1797 — Bá tước Mikhail Fedotovich Kamensky (tiếng Nga: Михаил Федотович Каменский; 1738—1809)
37. 26 tháng 10, 1797 — Công tước Victor-François de Broglie (tiếng Nga: Виктор Франциск де-Брольи; 1718—1804), Thống chế Pháp (1759)
38. 30 tháng 8, 1807 — Vương công Aleksandr Aleksandrovich Prozorovsky (tiếng Nga: Александр Александрович Прозоровский; 1732—1809)
39. 30 tháng 8, 1807 — Bá tước Ivan Vasilyevich Gudovich (tiếng Nga: Иван Васильевич Гудович; 1741—1820)
40. 30 tháng 8, 1812 — Thân vương công Mikhail Illarionovich Golenishchev-Kutuzov (tiếng Nga: Михаил Илларионович Голенищев-Кутузов; 1745—1813)
41. 18 tháng 3, 1814 — Vương công Michael Andreas Barclay de Tolly (tiếng Nga: Михаил Богданович Барклай-де-Толли; 1761—1818)
42. 22 tháng 8, 1826 — Thân vương công Ludwig Peter zu Wittgenstein (tiếng Nga: Пётр Христианович Витгенштейн; 1768—1843)
43. 22 tháng 8, 1826 — Vương công Fabian Gottlieb von der Osten-Sacken (tiếng Nga: Фабиан Вильгельмович Остен-Сакен; 1752—1837)
44. 22 tháng 9, 1829 — Bá tước Hans Karl von Diebitsch-Sabalkanski (tiếng Nga: Иван Иванович Дибич; 1785—1831)
45. 22 tháng 9, 1829 — Bá tước Ivan Fyodorovich Paskevich-Erevansky (tiếng Nga: Иван Фёдорович Паскевич-Эриванский; 1782—1856)
46. 6 tháng 12, 1850 — Thân vương công Pyotr Mikhailovich Volkonsky (tiếng Nga: Пётр Михайлович Волконский; 1776—1852)
47. 26 tháng 8, 1856 — Thân vương công Mikhail Semyonovich Vorontsov (tiếng Nga: Михаил Семёнович Воронцов; 1782—1856)
48. 6 tháng 12, 1859 — Vương công Aleksandr Ivanovich Baryatinsky (tiếng Nga: Александр Иванович Барятинский; 1815—1879)
49. 28 tháng 10, 1866 — Bá tước Friedrich Wilhelm Rembert von Berg (tiếng Nga: Фёдор Фёдорович Берг; 1794—1874)
50. 16 tháng 4, 1878 — Đại vương công (великий князь) Mikhail Nikolayevich (tiếng Nga: Михаил Николаевич; 1832—1909)
51. 16 tháng 4, 1878 — Đại vương công Nikolay Nikolayevich (tiếng Nga: Николай Николаевич; 1831—1891)
52. 30 tháng 4, 1878 — Sa hoàng Aleksandr II (tiếng Nga: Александр II; 1818—1881)[2][3]
53. 6 tháng 12, 1894 — Iosif Vladimirovich Romeyko-Gurko (tiếng Nga: Иосиф Владимирович Ромейко-Гурко́; 1828—1901)
54. 16 tháng 8, 1898 — Bá tước Dmitry Alekseyevich Milyutin (tiếng Nga: Дмитрий Алексеевич Милютин; 1816—1912)

Là một danh hiệu danh dự, quân hàm này được phong cho các lãnh đạo quân sự nước ngoài không phục vụ trong quân đội Nga:
1. 1762 — Công tước Karl Ludwig xứ Holstein-Beck (1690—1774)
2. 3 tháng 3, 1774 — Bá tước Ludwig IX xứ Hessen-Darmstadt (1719—1790)
3. 2 tháng 11, 1818 — Công tước Arthur Wellesley xứ Wellington (1769—1852)
4. 1837 — Đại vương công Johann Baptist của Áo (1782—1859)
5. 28 tháng 12, 1840 — Vương tử Friedrich của Hà Lan
6. 1849 — Bá tước Josef Radecky (1766—1858)
7. 1872 — Đại vương công Albrecht Friedrich của Áo (1817—1895)
8. 1872 — Đức hoàng Friedrich III (1831—1888)
9. 1872 — Vương tử Albrecht của Phổ (1809—1872)
10. 1872 — Vương tử Friedrich Karl Nikolaus của Phổ (1828—1885)
11. 1872 — Vương tử Friedrich Carl Alexander của Phổ (1801—1883)
12. 1872 — Vương thái tử Albert của Sachsen (1828—1902)
13. 1872 — Bá tước Helmuth Karl Bernhard von Moltke (1800—1891)
14. 15 tháng 8, 1910 — Quốc vương Nikola I của Montenegro (1841—1921)
15. 17 tháng 9, 1912 — Quốc vương Carol I của Romania (1839—1914).

## Văn bản
- Бантыш-Каменский, Д. Н.   Tiểu sử của tướng quân Nga và nguyên soái. Trong 4 phần. Tái bản tái bản của phiên bản 1840.   - M.: Văn hóa, 1991.
- Egorshin V.A. Nguyên soái và Nguyên soái. - М..: Yêu nước, 2000. - Mã số 5-7030-0879-4
- Vladimir Rogoza. Ai ở Nga có thể nhận được dùi cui của nguyên soái?
- Rubtsov Yu. V. Nguyên soái trong lịch sử nước Nga. - M.: VLADOS, 2008.-- 304 trang. Mã số 5-691-01538-0